# Reinhard Emanuel Battier
Reinhard Emanuel Battier (* 1744; † nach 1762) war ein Schweizer Bildhauer.
Reinhard Emanuel Battier, Sohn des aus Basel stammenden Mathematikers, Physikers und Arztes Reinhard Battier (1724–1779) und dessen Frau Ester Magdalena Ernst aus Bern, absolvierte eine Bildhauerlehre und arbeitete 1762 als Geselle in Strassburg. Damals erhielt er auf Antrag eines Verwandten 1762 kostenlos das Basler Bürgerrecht, das er wegen langer Abwesenheit des Vaters im Ausland verloren hatte. Später lebte er in Paris.